# Hunyadi Szabó Ferenc
Hunyadi Szabó Ferenc (Telegd, 1743. július 23. – Sárospatak, 1795. július 7.) református lelkész, a Tiszántúli református egyházkerület püspöke 1791-től haláláig.

## Élete
Apja, Hunyadi Ferenc Telegden volt prédikátor. Tanulmányait Diószegen kezdte, 1758. április 27-én a felső osztályba Debrecenbe ment, ahol a teológiát is végezte. 1765-ben Diószegen lett rektor. 1767. október 26-tól Bázelben tanult; onnét hazaérkeztekor 1768. november 6-án segédlelkész lett Debrecenben Piskárkosi Szilágyi Sámuel püspök mellett. 1770. január 1-jén rendes lelkésznek választották. Mint jeles szónok nagy tiszteletben állt nemcsak Debrecenben, hanem messze vidéken is. 1781-ben Szathmári Paksi István mellé vicenótáriussá, annak pedig püspökségre lett emeltetése után 1786. január 17-én generalis nótáriussá, végül 1791. július 29-én a tiszántúli kerület püspökének választotta Sinai Miklós ellenében; e választás sok viszályra adott okot. Részt vett a budai zsinatban, melyben a tiszántúli kerület részéről 24-ed magával jelent meg. 1795-ben, amikor  Sárospatakra ment a vizsgálatokra, hirtelen szélütés érte és harmadnapra július 7-én meghalt; ott is temették el. (Özvegye Veresmarti Klára még 1825-ben Diószegen élt.)

## Munkái
- Diaetai prédikátziók, a melyeket a közelebb elmúlt ország gyűlésére fel seregelt úri rendek előtt Budán elmondott. A maga költségén pedig kinyomattatott Dobos István, Pest, 1791.
- Keresztyén archivarius, vagy olyan historiai gyűjtemény, melyben összeszedegettetve feltaláltatnak a bibliában elő-forduló dolgoknak a régi külső íróknál megmaradott nyomai; és az ő tulajdon szavaikkal, s azokra való szükséges jegyzésekkel előadattatnak, azon külső írók életek idejének rendi szerint. Vácz, 1794. Két kötet.
- József eladatása. Egy próbatétel Milton szerint. (Költemény.) Pozsony, 1795.
- Tizenhét predikatziók, melyeket a debreczeni reform. ekklesiában elmondott... Diószeg, 1795.
- Ötvenhét közönséges predikatziók, melyeket a debreczeni reformata sz. ekklésiában elmondott néhai... Most pedig a maga költségén köz-haszonra kibocsátott Dobos István. I-III. Darab. Vácz. 1797-99. A IV. kötet czíme: Hetvenkét ünnepi prédikácziók, melyeket a debreczeni ref sz. ekklesiában elmondott. Vácz, 1800.; az V. kötet: Különös alkalmatosságokra való ötvennyolcz prédikátziók, melyeket a debreczeni ref. sz. ekklesiában elmondott... Vácz, 1802.
- Ötvenhat halotti prédikátziók, melyeket sok uri rendek, és más külömb-külömbféle sorsú, hivatalú. állapotú és idejű halottak felett elmondott néhai... és most közhaszonra kibocsátott Molnár Ferencz. Vácz, 1805. Két kötet. (Molnár F. veje volt Hunyadi Ferencznek.)
- A heidelbergi katechismusnak urnap szerint való magyarázatja, melyet készített s el is mondott néhai... és most a közhaszonra kibocsátott Molnár Ferencz. Vácz, 1808. két kötet.

Részt vett a híres Debreczeni Grammatika szerkesztésében.
Latin epigrammáját közölte a Weszprémi, Succ. Med. Biogr. III. k.

### Kéziratban maradt művei
A magyarországi prot. ekklesiák historiája, Tóth Ferencz szerint 1775-ig lehozva, de a régibb dolgokra nézve csak Lampe-Ember van magyarra fordítva; Annak megmutatása, hogy a ker. vallás a görögök által hozatott be Magyarországba (ennek megjelenését a censura megtiltá); Catalogus principium magnatum, nobilium evangelium religionem a temporibus reformationis amplectantium aut faventium in Hungaria et Transsilvania; A bécsi és linczi békekötés historiai előadása; Superintendentes ecclarum reformatorum hungaricarum Trans-Tibiscanarum Debreceni 1785 (közölve Weszprémi Biographia Medicorumában); A titkos könyv jövendöléseinek beteljesedése Lowmann szerint; Fides ecclesiae rom. kath. hodiernae de sacramenti Eucharistiae; A mise szolgáltatásának rendi a római missale szerint, mely nyomtattatott Veneciában 1776.; Jób könyvének fordítása (a 36. részig terjed); Excepta ex epistolis Gregorii magni.
Levelei: Tóth Ferenchez 1807. szeptember 7. és Molnár Ferenchez 1807. július 23. (a Magyar Nemzeti Múzeum kézirattárában.)